# Shiage Hamazura
Shiage Hamazura (浜面 仕上 Hamazura Shiage?) es un personaje ficticio de To Aru Majutsu no Index.

## Perfil
Shiage es un delincuente de Ciudad Academia. Es un adolescente rubio con un complejo de inferioridad que le hacen pensar que no puede hacer nada bien o completo. La principal razón detrás de esto es que Shiage es un Nivel 0, un esper que no tiene poderes. Por lo tanto, por su falta de poder y la burla de otros, entró en una el grupo criminal Skill-Out junto con sus amigos Ritoku Komaba y Hanzou Hattori. Su complejo puede ser visto en su habitual monólogo interior, ya que siempre se queja de la situación, pero él nunca lo dice. Después de enamorarse de una chica llamada Rikou Takitsubo, se vuelve determinado en protegerla de cualquier daño.

## Cronología
Novela SS1: después de que Accelerator mata al antiguo líder del grupo criminal Skill-Out, Ritoku Komaba, Shiage se ve obligado a convertirse en el nuevo líder de Skill-Out. El mismo día que se convierte en líder, acepta un trabajo para asesinar a Mizusu Misaka, pero su plan es frustrado por Touma Kamijou y Accelerator. Humillado decide dejar Skill-Out.
Novela 15: reaparece más tarde como un subordinado de la organización ITEM, donde termina enamorándose de Rikou Takitsubo con quien más adelante inicia una relación. La líder de ITEM, Shizuri Mugino, planea obligar a Rikou a usar su habilidad de rastreo a pesar de que esto podría causar su muerte, causando que Shiage la enfrente. En contra de todos los pronósticos, Shiage consigue derrotar a Mugino aprovechándose de la sobreconfianza de esta.
Novela 19: Shiage está preparando una fiesta junto con la nueva líder de ITEM, Saiai Kinuhana, para celebrar la recuperación de Rikou. Sin embargo, el Superintendente de Ciudad Academia, Aleister Crowley envía mercenarios para asesinarlo porque su victoria contra una esper Nivel 5 es algo que sale de sus cálculos, en otras palabras, una anomalía que nunca debería haber ocurrido. Rikou no está completamente sana y tiene una recaída en el hospital. Shiage se encuentra con Accelerator y lo confunde con uno de los asesinos y pelea contra él pero es derrotado. Accelerator se marcha y Shiage se da cuenta de que solo fue un malentendido. Shizuri Mugino sigue viva gracias a la tecnología médica de Ciudad Academia con varias partes artificiales en su cuerpo. Ella intenta asesinar a Shiage y Rikou pero Shiage se las arregla para escapar con un avión robado hacia Rusia.
Novelas 20, 21 y 22: después de llegar a Rusia, Shiage se ejecta a sí mismo junto a Rikou del jet, donde aterriza en una zona de guerra, cerca al país ficticio de Elizarina donde es forzado a unirse con los aldeanos rusos para luchar contra mercenarios de guerra hasta que es salvado por el mago Acqua de la Retaguardia. Para asegurar la salud de Rikou él se dirige hacia Elizarina para obtener refugio, mientras era perseguido por un batallón armado de Ciudad Academia, al llegar Rikou es curada de manera parcial con ayuda de Elizarina y Accelerator quien resulta estar en el mismo país junto a Last Order. Para ayudar a Elizarina se une junto a soldados del país y al enterarse de que Rusia esta próxima a realizar un ataque nuclear masivo, se dirige hacia la base militar nuclear para proteger el Reporte Kremlin (una poderosa arma biológica desarrollada por Rusia) junto a Rikou. Se reencuentra con Acqua quien está a punto de sacrificar su vida pero Shiage lo convence de la estupidez que es esto y lo salva. Shiage es interceptado por Mugino. Mugino utiliza la misma droga que usaba Rikou para incrementar sus poderes pero los efectos secundarios terminan dejándola en un débil estado. Entonces, Shiage al ver a una impotente y temblorosa Mugino en el suelo, decide que si él elige salvar a Rikou eso no significa que no puede perdonar Mugino y tratar de salvarla también. Como siempre lamentó la lucha con Mugino todo el tiempo, Shiage finalmente vio la imagen de su "verdadero enemigo". No son monstruos como Mugino. Se trata de personas que pueden convertir a una chica normal en un monstruo. Shiage le dice a Mugino: "Tienes que tener la determinación de pedir disculpas a Kinuhata, incluso si significa que podrías poner tu vida en la línea. Y pedir perdón a Rikouu, y llorar por el perdón frente a la tumba de Frenda. Entonces, podemos volver a ser ITEM. Sin duda, podemos volver!". Después de eso, él juró que él, un nivel 0, protegerá a todas ellas, incluso si tiene que arriesgar su vida. Después de su conversación, los aviones bombarderos de Ciudad Academia envían a sus nuevos trajes de combate, EquDarkMatter, para asesinarlos. Mugino, Shiage y Rikou consiguen derrotarlos. El grupo interroga a los de Ciudad Academia y consigue la Lista de Parámetros, un documento que menciona el potencial que tiene cada esper, si se sabe de la existencia de este "potencial predeterminado" seguramente ocasionara un desastre en Ciudad Academia.
Novela NT1: Shiage vuelve con el material de negociación (Lista de Parámetros) a Ciudad Academia y forma el nuevo equipo ITEM con Rikouu, Mugino y Kinuhana. Se reencuentra con sus viejos amigos Hanzou y Kurowa, un par de ninjas, quienes están cuidando a la hermana menor de Frenda, Fremea Seivelum. Fremea es secuestrada por la organización Freshmen. Los Freshmen tienen la intención de asesinar a Shiage y a Accelerator por considerarlos traidores a Ciudad Academia. Shiage y Accelerator unen fuerzas, rescatan a Fremea y derrotan a los Freshmen.
Novela NT2: Shiage y Accelerator cruzan caminos con Touma Kamijou. Los tres reciben una charla de Index y Leivinia Birdway a cerca de la magia y de sus nuevos enemigos, los Gremlins. Los Gremlins envían una fortaleza voladora a aplastar Ciudad Academia pero Shiage, Touma y Accelerator se las arreglan para destruir el control de la fortaleza ubicado en Ciudad Academia.
Novela NT3: Gremlin, una organización global que es una fusión de la magia y la ciencia. Al parecer, esta organización misteriosa apareció de repente después de la Tercera Guerra Mundial y está trabajando en secreto en Hawái. Touma y los demás se dirigen a Hawái. El grupo se compone de Touma Kamijou, Mikoto Misaka, Accelerator, Shiage Hamazura, Misaka Worst, Umidori Kuroyoru y Leivinia Birdway. En el momento en que llegan a Hawái, el ataque por parte de la los Gremlins empieza. Durante las múltiples batallas que se libran en Hawái, el grupo recibe la inesperada ayuda del presidente de Estados Unidos, Roberto Katze.